# Magique (mascota)
Magique, es la mascota oficial de los Juegos Olímpicos de Albertville 1992, que se celebraron en Albertville en febrero de 1992.